# Hiroaki Kuromiya
 (avril 2019).
Si vous disposez d'ouvrages ou d'articles de référence ou si vous connaissez des sites web de qualité traitant du thème abordé ici, merci de compléter l'article en donnant les références utiles à sa vérifiabilité et en les liant à la section « Notes et références ».
Hiroaki Kuromiya, né en 1953, est un historien américain d'origine japonaise, professeur d'histoire à l'Université d'Indiana et spécialiste de l'Union soviétique. Ses travaux, consacrés à différents aspects de l'histoire du stalinisme, ont notamment contribué à renouveler l'étude de la Grande Terreur de 1937-1938.

## Principaux ouvrages et articles
- (en) Conscience on Trial: The Fate of Fourteen Pacifists in Stalin's Ukraine, 1952—1953, Toronto, Buffalo and London: University of Toronto Press, 2012.
- Avec Andrzej Pepłoński, Między Warszawą a Tokio: Polsko-Japońska współpraca wywiadowcza 1904-1944, Toruń, Adam Marszałek, 2009.
- (en) The Voices of the Dead - Stalin's Great Terror in the 1930s, New Haven et London, Yale University Press, 2007,  (ISBN 0300123892).
- (en) Stalin (Profiles in Power), Harlow, Longman, 2005.
- (en) Freedom and Terror in the Donbas: A Ukrainian-Russian Borderland, 1870s-1990s. Cambridge, Cambridge University Press, 1998.
- (en) Stalin’s Industrial revolution: Politics and Workers, 1928-1932, Cambridge, Cambridge University Press, 1988.